# Cerne
Cerne (en grec antic Κέρνη) era una illa d'Àfrica occidental descoberta pels cartaginesos durant el viatge anomenat Periple d'Hannó i convertida en una gran estació comercial cartaginesa per aquella zona d'Àfrica.
Es trobava, segons el Periple, en una badia a tres dies de viatge cap al sud i cap a l'est del riu que passava per Lixus. Escílax de Carianda la situa prop del riu Xion, un riu per altra banda desconegut, però que podria ser el Lixus d'Hannó, i a set dies de viatge del promontori anomenat Soloeis i a dotze des de l'estret. Afegeix que el mar ja no era navegable a partir d'aquest punt per estar ple d'algues i de bancs d'arena, encara que Hannó va anar més enllà), i descriu el comerç d'aquella illa amb els fenicis i els etíops. Dionís Periegetes situa l'illa al sud d'Etiòpia.
No se sap ben bé quina illa representa, però podria ser una de les Canàries, algun illot davant la costa marroquina o fins i tot Arguin a Mauritània.